# Pernambuco Brasil Open Series
El Pernambuco Brasil Open Series es un torneo profesional de tenis. Pertenece al ATP Challenger Tour. Se juega desde el año 2011 sobre pistas duras, en Recife, Brasil.

## Palmarés

### Individuales
| Año  | Campeón     | Finalista       | Resultado |
| ---- | ----------- | --------------- | --------- |
| 2011 | Tatsuma Ito | Tiago Fernandes | walkover  |

### Dobles
| Año  | Campeones                          | Finalistas                  | Resultado |
| ---- | ---------------------------------- | --------------------------- | --------- |
| 2011 | Giovanni Lapentti Fernando Romboli | André Ghem Rodrigo Guidolin | 6–2, 6–1  |